# Hydrocotyle ranunculoides
Espèce
Synonymes
- Hydrocotyle adoënsis Hochst. 1841
- Hydrocotyle americana Walt. 1788
- Hydrocotyle batrachioides DC 1830
- vHydrocotyle cymbalarifolia Muhl. 1813
- Hydrocotyle natans Cirillo 1788
- Hydrocotyle nutansv G. 1830
- Hydrocotyle ranunculoides f. minima Kuntze 1898
- Hydrocotyle ranunculoides var. genuina Urban 1879
- Hydrocotyle ranunculoides var. natans (Cirillo) Urban 1879

Hydrocotyle ranuncoloides, l'Hydrocotyle fausse renoncule, Hydrocotyle à feuilles de renoncule, Hydrocotyle nageante ou Hydrocotyle flottante, est une espèce de plantes à fleurs de la famille des Araliaceae. C'est une plante amphibie vivace originaire d'Amérique.
Dans les eaux tempérées, lentes et eutrophes, là où elle a été introduite hors de son aire naturelle de répartition, elle a un développement très rapide et peut en quelques semaines ou mois produire une biomasse végétale qui recouvre tout ou partie des fossés ou des cours d'eau colonisés, ce qui lui vaut d'être considérée comme espèce exotique envahissante par l'Union européenne.
Cette plante peut être consommée par les ragondins et les vaches, méthanisée ou compostée, mais si elle a vécu dans des eaux ou sédiments pollués, elle peut avoir bioaccumulé des métaux ou métalloïdes toxiques et écotoxiques, qui seront retrouvés dans les résidus.

## Habitat

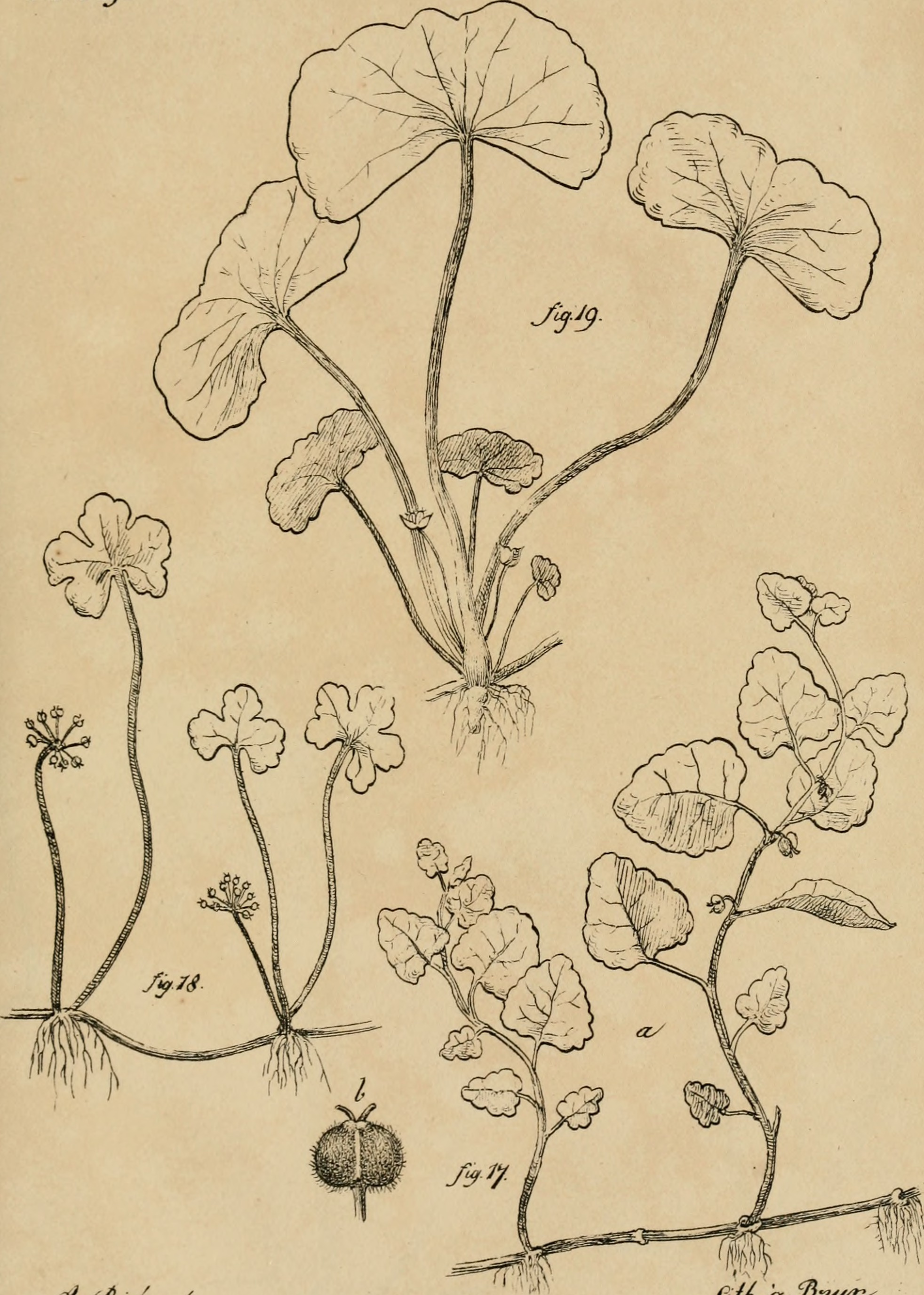
Dessin naturaliste ancien.

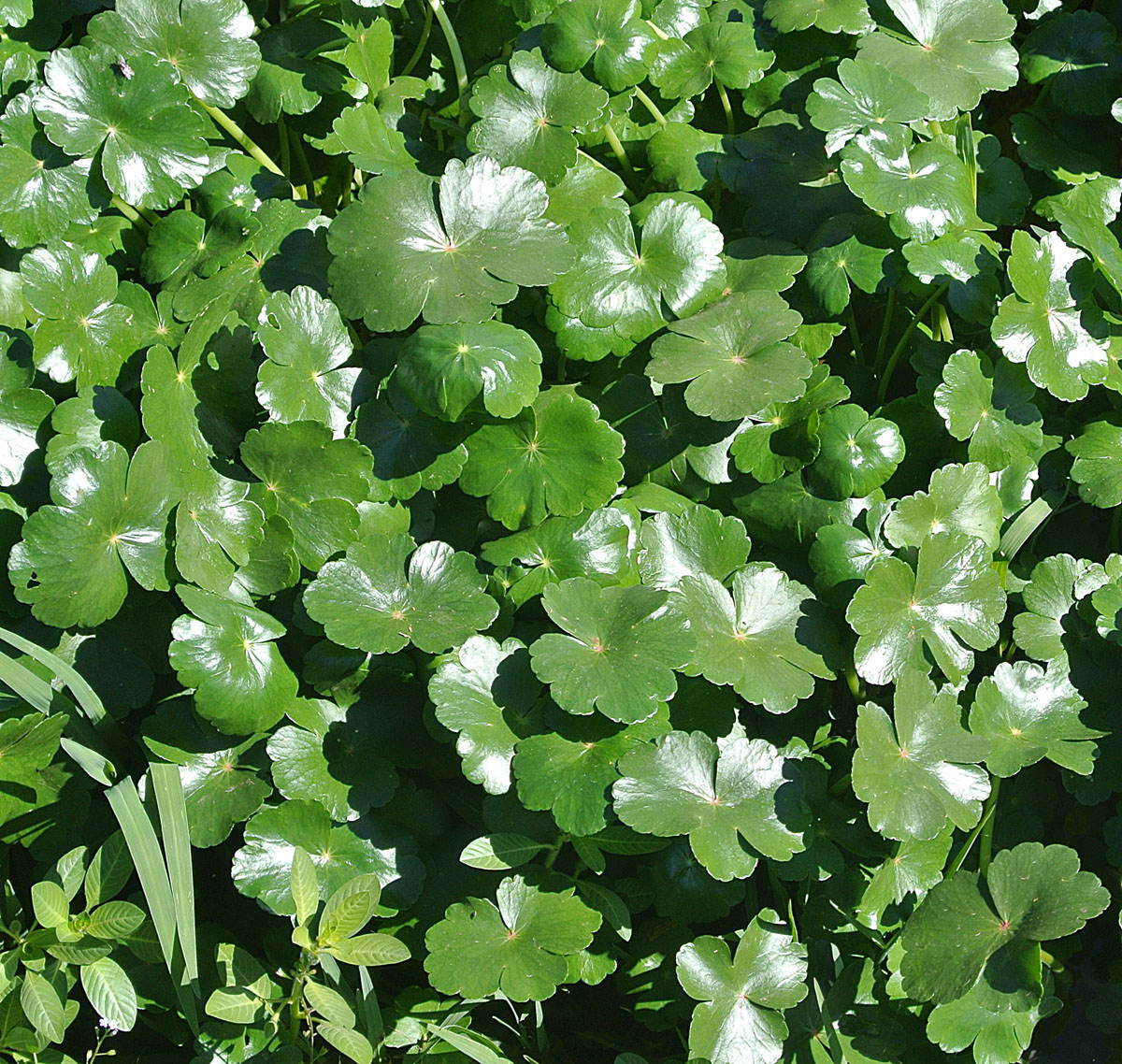
Tapis dense de feuilles flottantes, d'un vert brillant à aspect légèrement cireux dHydrocotyle ranunculoides.

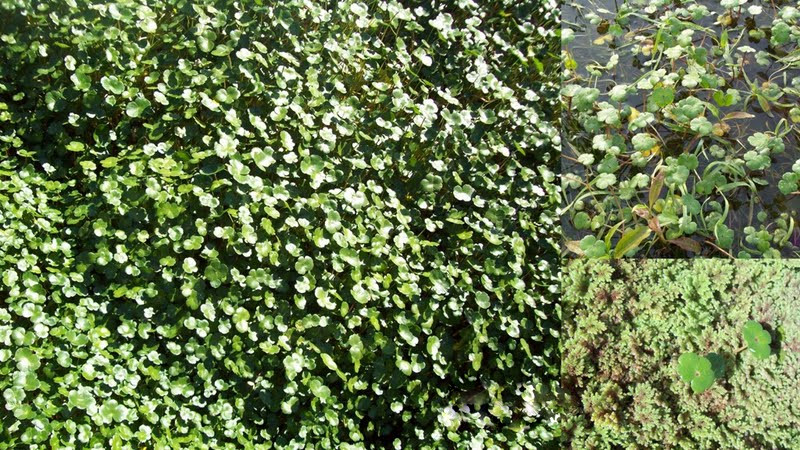
Hydrocotyle ranunculoides, ici en Uruguay.

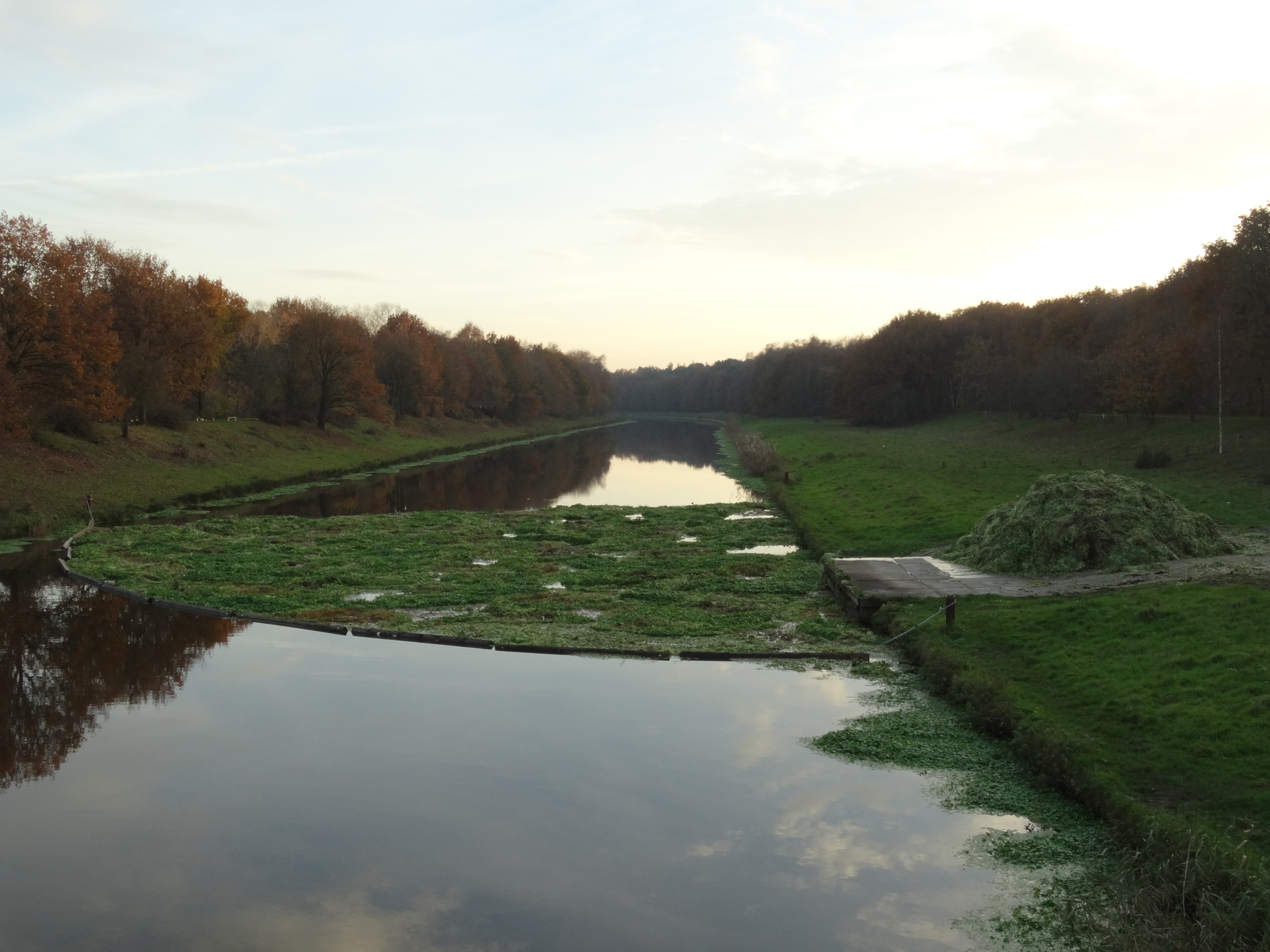
Piégeage des Hydrocotyle ranunculoides flottantes et récupération sur berge.

C'est une plante de milieu lentique.

## Phylogénie et répartition
Son aire naturelle de répartition est l'Amérique du Nord et du sud-est, ainsi que l'Amérique centrale,. Elle a été introduite par l'homme dans une grande partie du monde, dont l'Europe de l'Ouest et l'Europe centrale.
L'existence de co-évolution avec des insectes herbivores suggère qu'elle est plutôt apparue en Amérique du Sud avant de coloniser l'Amérique du Nord via l'Amérique centrale (Newman, J. et al., 2009). Invasive en Europe, elle est au contraire en voie de disparition dans 3 États d'Amérique du Nord où elle a été inventoriée (Illinois, New
Jersey, New York), et au Canada, elle n'a été trouvée qu'en Colombie britannique où elle aurait d'ailleurs récemment disparu. Elle s'est naturalisée depuis plus d'un siècle dans certains pays sud-américains où selon le GBIF, certains auteurs proposent de la considérer comme néo-indigène (Chili, Uruguay, Paraguay, Argentine, Brésil, Bolivie, Pérou, Équateur, Colombie, Costa Rica, Nicaragua, Guatemala, Mexique).
Quelques données anciennes (avec planches botaniques ne laissant pas de doute) signalent depuis le début du XVIIe siècle (1616) sa présence locale en Europe et dans le paléarctique occidental, par exemple en Italie du sud, selon Columna in Palustris stagnantibus, dans le Caucase et jusqu'en Palestine ; à l'époque l'espèce était dénommée « Ranunculus aquaticus umbilicato folio »  ou H. natans Cirillo (considéré aujourd’hui comme synonyme d’H. ranunculoides). De plus un type dit Hydrocotyle adoensis (ou H. ranunculoides var. adoensis) a aussi été signalé et récolté au nord de l'Éthiopie à partir de 1837. Antonii Bertelonii confirme sa présence en abondance (H. natans = synonyme) à Naples, en Sicile (près de Syracuse), en Sardaigne et même à Melazzo bien plus au nord ; une hypothèse est que ces populations pourraient provenir d'importations pour les jardins botaniques italiens depuis le XVIe siècle, avec donc une possible acclimatation ancienne dans les climats doux de l'Italie.
Enfin des fossiles de la période « chaude » du dernier interglaciaire montrent que cette espèce avait au moins colonisé des habitats lacustres d'Allemagne et de Suisse, selon Thellung (1925) cité par Reduron (en 2007), sans que l'on sache aujourd'hui préciser le statut et l'origine philogénétique de ces taxons anciens.
En Région parisienne dans l'Essonne, des riverains interrogés par M. Patouillet qui a formellement identifié le premier cette espèce en 1987, disent que l'espèce était présente au moins depuis les années 1940.

## Description
L'hydrocotyle fausse renoncule est une espèce de plantes amphibie, vivace, entièrement glabre, à tiges stolonifères.
Ces tiges sont horizontales (le pétiole peut mesurer jusqu'à 40 cm de long), rampantes ou flottantes.
Chaque nœud de tiges et feuilles flottantes ou émergentes peut produire des racines robustes (les internœuds mesurent de 4 à 12 cm).
Avec l'âge, les feuilles deviennent plus épaisses, foncées et luisantes à aspect légèrement cireux.
Feuille : réniforme à suborbiculaire mais non orbiculaire (ce qui la différencie de Hydroctyle vulgaris), légèrement cireuse, très échancrée à la base, fortement lobée, parfois crénelée. La taille du limbe est très variable ; petit (1 cm parfois) pour les formes terrestres à très larges (jusqu'à 18 cm) pour les formes aquatiques flottantes.
Fleurs : elles sont petites, à pétales blanchâtres, et réunies en ombelles de 5 à 10 fleurs sur des pédoncules plus courts que les feuilles et insérés au niveau des nœuds. Dans son milieu naturel l'espèce fleurit entre juillet et octobre. Dans le paléarctique occidental, la production de graines n'est pas observée, ou alors, comme en Grande-Bretagne, il n'a pas été possible de les faire germer. La reproduction végétative semble donc largement dominante.
Fruit : il est suborbiculaire, mesure de 1 à 3 mm de long et 2 à 3 mm de large, légèrement aplati, souvent maculé, pourvu de côtes non proéminentes.

## Phytochimie
Selon Reduron (2007) cette espèce synthétise au moins 
- six sortes de ranunculosides, des molécules hétérosides toxiques communes dans la famille des Ranunculaceae[6]. 
L'hydrolyse de ces molécules donne de la protoanémonine, allergène ou toxique par inoculation (via une blessure) ou par contact avec des muqueuses (symptômes : inflammation, démangeaisons ou boursouflures cutanées). Ingérée en quantité significative à importante, cette molécule a des effets neurotoxiques se traduisant par des vomissements, diarrhées et étourdissements, voire des convulsions puis paralysie. Les seuils de toxicité pour l'Homme ou divers animaux sont mal connus[6].
- des oléananes triterpéniques (ou saponines). Ces molécules sont connues comme tensio-actif, mais ont aussi des vertus fongicides pour la plante. 
Ce sont aussi des précurseurs de phytoalexines, synthétisées en défense face à l'herbivorie selon Fischer et al. en 1978, cité par Reduron en 2007[6].

## Risque de confusion
Cette plante peut être confondue avec
- des renoncules aquatiques ; comme son nom scientifique l'indique, ses feuilles nageantes ressemblent fortement aux feuilles laminaires de renoncules aquatiques (Ranunculus aquatilis, Ranunculus peltatus), ou à Ranunculus hederaceus. Mais en été, seule l'Hydrocotyle développe des feuilles vraiment émergées, à la différence des renoncules aquatiques qui ne produisent que des feuilles flottantes ;
- la Renoncule scélérate (Ranunculus sceleratus L.) dont les feuilles basales sont très proches, mais dont les feuilles matures sont très profondément découpées et présentent un port en rosette (non rampant) ;
- le populage (Caltha palustris L.) dans certaines circonstances, mais qui présente de grandes fleurs jaunes (type boutons d’or) très caractéristiques et qui est toujours érigé, ne s’enracinant pas aux nœuds.

L’espèce autochtone ouest-européenne Hydrocotyle vulgaris se distingue par des feuilles peltées (quasi circulaires dont le pétiole est inséré au centre). Elle est trouvée dans les mêmes habitats, mais elle est plutôt semi-aquatique. Attention, dans certains pays, cette espèce est parfaitement semblable à Hydrocotyle leucocephala (pas encore trouvée en France) qui a par contre la plupart des feuilles immergées et des inflorescences en ombelle supportées par de très longs pédoncules (dépassant les feuilles). Chaque ombelle comprenant 20 à 30 fleurs blanc vif, contre seulement 5 à 10 fleurs d'un blanc moins vif et courtement pédonculées pour H. ranunculoides).

## Développement, invasivité
L'hydrocotyle fausse renoncule se développe dans des milieux également touchés par d'autres espèces invasives :  jussies et myriophylle du Brésil.
Elle semble avoir été introduite en Europe via les bassins d'agréments, des bassins de jardins botaniques et des plantes d'aquariums échappées dans la nature, dont au Royaume-Uni, aux Pays-Bas et en Belgique. 
Le transport fluvial et les pêcheurs peuvent aussi involontairement contribuer au déplacement de propagules mais la géographie des premières populations invasives invite à penser que leur origine est toujours humaine et probablement à la suite d'introductions volontaires, involontaire ou déversement intentionnel dans le milieu. Aujourd'hui, les commandes en ligne sur internet semblent plus en cause que les magasins aquariophiles et les jardineries. Cette plante a été cultivée en Europe et achetée sur ce continent, mais en faible volume selon .
En Europe, l'hydrocotyle fausse renoncule est inscrite depuis 2016 dans la liste des espèces exotiques envahissantes préoccupantes pour l’Union européenne. Cela signifie qu'elle ne peut pas être importée, cultivée, commercialisée, plantée, ou libérée intentionnellement dans la nature, et ce nulle part dans l’Union européenne.
En France, cette espèce est légalement inscrite sur la liste annexée à l'Arrêté du 14 février 2018 relatif aux espèces végétales exotiques envahissantes sur le territoire métropolitain.
L'Hydrocotyle ne semble pas poser de problème particulier d'invasivité dans son aire naturelle, bien qu'enregistrée comme "mauvaise herbe" dans le Sud-Ouest des États-Unis où elle a été récemment introduite.
Fernandez et al. l'ont observée au Chili à la fin des années 1980 mais elle ne semblait pas y poser de problème particulier.
Récemment introduite en Australie (Klemm et al., 1993), elle se montre très invasive dans l'ouest du pays, dont dans la rivière Canning.
En 2014, elle posait problème au point de justifier des plans d'action dans au moins sept pays de la région de l'EPPO (Organisation européenne et méditerranéenne pour la protection des plantes).
Cette espèce présente en effet toutes les caractéristiques d'une espèce potentiellement invasive : croissance rapide, adaptabilité aux conditions nutritives, multiplication végétative très efficace, résilience et plasticité en réponse de croissance, hivernation efficace (bien que réduite en cas de grand froid), résistance à l'herbivorie et aux désherbants et absence d'espèces locales capables de la manger ou parasiter et de maladies capables de significativement ralentir sa croissance dans les milieux où elle a été introduite.

## Dispersion
Par ses propagules cette espèce a une propension naturelle à la dispersion à moyenne et longue distance, notamment lors des crues et inondations.
L'espèce peut prendre des formes terrestres et coloniser la prairie hygrophile.
L'homme peut être un vecteur de dispersion. Des oiseaux se perchent sur des nattes d'hydrocotyles flottantes et pourraient transporter des fragments vers d'autres endroits, mais ce phénomène n'est pas documenté. Le nettoyage mécanique ou manuel de cours d'eau, l'utilisation de bateaux à hélice qui découpent et arrachent les plantes peuvent être des sources importantes de propagules, et parfois de transport de propagules.
H. ranunculoides a été intentionnellement introduite comme plante d'ornement et d'aquariums tropicaux au Royaume-Uni, aux Pays-Bas et en Belgique. L'espèce a aussi été proposée comme plante utile dans le cadre de la phytoremédiation car elle accumule et supporte des doses significatives de métalloïdes toxiques et/ou de métaux lourds ainsi que de phosphore.
L'introduction peut être accidentelle : l'espèce est susceptible d'être mise en place au niveau local dans les systèmes d'eau après le nettoyage des aquariums et des étangs.

## Ennemis naturels
On ne lui connait à ce jour qu'un seul ennemi certain : un petit coléoptère herbivore de la famille des Curculionoidea dont le nom scientifique est Lixellus elongatus (ou Listronotus elongatus).
Cette espèce s'attaque à la plante en Argentine mais en ayant co-évolué avec elle, et donc sans pouvoir a priori l'éliminer là où elle est devenue invasive. 

Plusieurs arthropodes ont été en Argentine et des pays voisins observés en train de consommer cette plante, dont des diptères dont les larves minent les stolons, et quelques lépidoptères (Erebidae, Tortricidae, Noctuidae et Geometridae) mais les papillons sont en voie de régression dans une grande partie du monde.
Une base de données américaine (US National Fungus Collections Database) liste les agents pathogènes associés à H. ranunculoides, principalement en provenance de la Californie et des États du sud-est ; ces agents incluent notamment  Cercospora hydrocotyles, Entyloma fimbriatum, Entyloma hydrocotyles, Physoderma hydrocotylidis et Puccinia hydrocotyles (trouvés aux USA et au Chili).
La lutte biologique ne peut être envisagée qu'avec prudence, car des espèces herbivores exotiques pourraient également devenir invasives et s'attaquer à d'autres espèces, autochtones.